# Infraestructura rural
La infraestructura rural se refiere a las instalaciones, servicios y sistemas construidos o establecidos en áreas rurales con el propósito de mejorar la calidad de vida de la población, impulsar el desarrollo económico y social, y conectar estas áreas con centros urbanos y regiones más desarrolladas. La infraestructura rural es esencial para abordar las necesidades y desafíos específicos a los que se enfrentan las comunidades rurales, que a menudo tienen acceso limitado a servicios básicos y oportunidades en comparación con las áreas urbanas.

## Composición
La infraestructura rural puede componerse de diversos elementos que contribuyen al bienestar y al desarrollo sostenible de las áreas rurales. Algunos componentes comunes de la infraestructura rural incluyen:
- Viviendas y alojamiento: Mejorar la calidad y accesibilidad de las viviendas rurales es esencial para el bienestar de las comunidades. Esto puede incluir viviendas asequibles, infraestructura básica como electricidad, agua potable y saneamiento.
- Carreteras y transporte: El acceso adecuado a carreteras y medios de transporte es fundamental para conectar las áreas rurales con centros urbanos, facilitar el movimiento de bienes y personas, y promover el desarrollo económico.
- Agua y saneamiento: Proporcionar acceso a fuentes de agua limpia y sistemas de saneamiento es esencial para la salud y la higiene de las comunidades rurales. Esto puede incluir la construcción de sistemas de abastecimiento de agua potable y la gestión adecuada de aguas residuales.
- Energía: Garantizar el acceso a fuentes de energía confiables y asequibles es crucial para impulsar actividades económicas y mejorar la calidad de vida en áreas rurales. Esto puede incluir la electrificación rural mediante redes eléctricas o fuentes de energía renovable.
- Educación: Establecer escuelas y centros educativos en áreas rurales es importante para brindar oportunidades educativas a los residentes locales, lo que a su vez puede impulsar el desarrollo a largo plazo.
- Salud: Proporcionar instalaciones de atención médica y servicios de atención médica es esencial para el bienestar de las comunidades rurales y para abordar los desafíos de salud específicos que puedan enfrentar.
- Tecnología de la información y comunicación: Mejorar la conectividad digital en áreas rurales puede promover la participación en la economía digital, brindar acceso a información y servicios en línea, y reducir la brecha digital.
- Infraestructura agrícola: La construcción de instalaciones agrícolas, como almacenes y mercados, puede mejorar la eficiencia y la comercialización de la producción agrícola local.
- Infraestructura de recreación y cultura: Proporcionar espacios recreativos y culturales puede mejorar la calidad de vida y fomentar el sentido de comunidad en áreas rurales.
- Gobernanza y servicios públicos: Establecer servicios gubernamentales y administrativos en áreas rurales es importante para garantizar la participación ciudadana y brindar servicios esenciales a la población.